# 川桥河
川桥河是江苏省南京市六合区和安徽省天长市的一条河流，其附近有川桥水库、高峰水库和金牛山水库等，其流域是中国名曲茉莉花的故乡。川桥河在天长市区汇入白塔河并最终注入高邮湖。